# Abborrtjärnen (Degerfors socken, Västerbotten, 714883-167911)
Abborrtjärnen är en sjö i Vindelns kommun i Västerbotten och ingår i Umeälvens huvudavrinningsområde. Sjön har en area på 0,0893 kvadratkilometer och ligger 247 meter över havet.

## Delavrinningsområde
Abborrtjärnen ingår i det delavrinningsområde (714925-167974) som SMHI kallar för Mynnar i Hjuksån. Medelhöjden är 255 meter över havet och ytan är 15,11 kvadratkilometer. Det finns inga avrinningsområden uppströms utan avrinningsområdet är högsta punkten. Skällbergsbäcken som avvattnar avrinningsområdet har biflödesordning 4, vilket innebär att vattnet flödar genom totalt 4 vattendrag innan det når havet efter 106 kilometer. Avrinningsområdet består mestadels av skog (80 procent). Avrinningsområdet har 0,49 kvadratkilometer vattenytor vilket ger det en sjöprocent på 3,2 procent.